# SummerSlam (2006)
SummerSlam (2006) — девятнадцатое по счёту шоу SummerSlam, PPV-шоу производства американского рестлинг-промоушна World Wrestling Entertainment (WWE). Шоу прошло 20 августа 2005 года на арене «ТД Бэнкнорт-гарден» в Бостоне, Массачусетс, США. На нём проводились матчи, в которых принимали участие рестлеры брендов Raw, SmackDown! и ECW.
В главном матче на брена Raw Эдж сразился с Джоном Синой за титул чемпиона WWE, который Эдж выиграл, ударив Сину по затылку кастетом.

## Результаты
| № | Результаты                                                              | Условия                                              | Время |
| --- | ----------------------------------------------------------------------- | ---------------------------------------------------- | ----- |
| 1H | Карлито победил Роба Конвея                                             | Одиночный матч                                       | 6:40  |
| 2 | Чаво Герреро победил Рея Мистерио                                       | Одиночный матч                                       | 11:01 |
| 3 | Биг Шоу (с) победил Сабу                                                | Матч Extreme Rules за титул чемпиона мира ECW        | 08:31 |
| 4 | Халк Хоган победил Рэнди Ортона                                         | Одиночный матч                                       | 10:56 |
| 5 | Рик Флэр победил Мика Фоли                                              | Матч I Quit                                          | 13:14 |
| 6 | Батиста победил Короля Букера (с) по дисквалификации                    | Одиночный матч за титул чемпиона мира в тяжёлом весе | 10:26 |
| 7 | D-Generation X (Трипл Эйч и Шон Майклз) победили Винса и Шейна Макмэнов | Командный матч                                       | 13:01 |
| 8 | Эдж (с) (с Литой) победил Джона Сину                                    | Одиночный матч за титул чемпиона WWE                 | 15:41 |
| - (ч) – чемпион на начало матча - H – указывает, что матч транслировался перед шоу на Sunday Night Heat |                                                                         |                                                      |       |

## Примечание
1. ↑  Plummer, Dale; Tylwalk, Nick. Flair & Hogan top average SummerSlam. Slam! Sports. Canadian Online Explorer (21 августа 2015). Дата обращения: 5 февраля 2015. Архивировано 19 апреля 2015 года.